# Serveur IceWarp
Chronologie des versions
13.0.3
Le serveur de communications unifiées IceWarp (anciennement connu sous le nom Merak Mail Server) est un serveur de messagerie électronique et une solution de Groupware propriétaire.
IceWarp comporte les composants nécessaires pour toute forme de communication électronique (e-mail, chat, Voix sur IP, SMS, échange de fichiers, réunions en ligne avec partage d'écran). Entièrement conforme à toutes les normes internationales, IceWarp permet à chaque utilisateur d'accéder à ses données depuis un ordinateur fixe, depuis un ordinateur portable, depuis une tablette ou un smartphone avec une connexion 5G ou Wi-Fi.
IceWarp est conforme au règlement général sur la protection des données (RGPD) qui est entré en vigueur le 25 mai 2018.

## Modules
Les modules suivants sont disponibles :
- Serveur de messagerie - MTA, SMTP, POP3 et IMAP
- Webmail - interface riche AJAX, interface basique en Java, interface spécifique aux smartphones
- Anti-Spam - moteur anti-spam combinant plus de 20 techniques, dont Spamassassin, Filtres Bayes, DNSBL et SPF
- Anti-Spam Live - détection en temps réel des menaces du moment basé sur la technologie RPD de Cyren (en)
- Anti-Virus - Moteur Sophos intégré au produit et également détection avec Cyren
- Serveur FTP - serveur FTP supportant les modes actif et passif
- GroupWare - la diffusion des données PIM à d'autres utilisateurs (partage des calendriers, des carnets d'adresses, des notes, des documents, des e-mails...)
- Serveur SMS - permet d'envoyer des SMS à partir des clients de messagerie
- Serveur de messagerie instantanée - serveur basé sur le protocole Jabber (XMPP)
- Serveur SIP - solution de téléphonie VoIP
- Outlook Sync - plugin pour accéder aux emails, calendriers, carnets d'adresses, personnels et partagés dans Outlook
- Notes - personnels et partagés avec un design moderne
- Serveur ActiveSync - basé sur la technologie ActiveSync, amène les e-mails, calendriers et contacts sur les smartphones en mode PUSH
- Client Desktop - un client de messagerie propriétaire avec traitement des e-mails, calendriers, contacts sans plug-in additionnel; disponible sous Windows et MacOS
- Serveur CalDAV - implémentation du protocole CalDAV permettant d'accéder aux données du calendrier et tâches à partir des clients compatibles (Mozilla Sunbird, Apple iCal...)
- Conférence - conférences en ligne avec des participants externes, sur ordinateur/tablette/smartphone/Apple CarPlay/Android Auto. Planification, protection par mot de passe, salle d'attente, fond d'écran personnalisé, enregistrement
- Documents - édition des documents en-ligne et à plusieurs sans besoin d'installer une suite Office sur le poste de travail
- TeamChat - outil de collaboration pour des équipes et des projets offrant le partage de fichiers, l'organisation des réunions, les salles de discussion avec leurs fils de discussion; existe également en version app iOS et Android et en version Desktop sous Windows et MacOS
- IceChat - App IceWarp de Messagerie Instantanée pour iOS et Andoid
- IceWarp mobile - App IceWarp pour TeamChat, Notes, Documents pour iOS, iPadOS et Android
- IceWarp Desktop Suite - comprend le client lourd Desktop et une suite complète bureautique à utiliser en ligne ou hors connexion.
- IceWarp Authenticator - App IceWarp (iOS et Android) pour renforcer la sécurité avec 2FA

## Caractéristiques
- Relève des e-mails via POP3/IMAP
- Groupware peut être utilisé dans Webmail, Outlook, Thunderbird, Smartphones, iCal et d'autres clients
- Collaboration entre équipes constituées des utilisateurs IceWarp et/ou des utilisateurs externes (invités) - partage des documents, organisation des réunions, communication messagerie instantanée
- Édition des documents directement dans le WebClient
- Certificats Let's Encrypt intégrés
- Support OpenLDAP, connexion avec Active Directory
- SpamAssassin
- Push mail
- VoIP
- Serveur de messagerie instantanée et une app cliente pour iOS
- Stockage dans une base de données (SQlite, MySQL recommandé)
- Server ETRN
- Les routes statiques
- API pour les développeurs
- Fonctionne dans un environnement VMware
- Authentification unique (Single Sign-On ou SSO en anglais) avec Kerberos

## Protocoles supportés
- SMTP (s) / ESMTP
- IMAP (s), y compris IMAPv4 PUSH via la commande IDLE
- POP3 (s)
- APOP
- HTTP (s)
- FTP (s)
- LDAP (s)
- SIP
- Jabber / XMPP
- Proxy HTTP
- TLS / SSL 128-bit pour tous les services
- IPv4 et IPv6
- SNMP
- WebDAV et CalDAV
- SyncML
- VCal, vCard, vNote et VFREEBUSY
- Quoted printable/base64
- Unicode (UTF-8)
- Méthodes de chiffrement : RSA/SHA1/MD5/DigestMD5

## Logiciels Concurrents

### Propriétaires
- IBM Lotus Domino + Notes
- Kerio
- MDaemon
- Microsoft Exchange Server + Outlook

### Open Source
- Blue Mind
- Postfix
- Zarafa
- Zimbra
- SOGo
- OBM
- KOLAB